# Stanislav Bubník
Stanislav Bubník (14. září 1896 – 17. září 1957) byl český a československý poválečný politik Československé strany národně socialistické a poslanec Ústavodárného Národního shromáždění.

## Biografie
Po parlamentních volbách v roce 1946 byl zvolen poslancem Ústavodárného Národního shromáždění za národní socialisty. Mandát ale získal až dodatečně v květnu 1948 jako náhradník poté, co rezignovala poslankyně Fráňa Zemínová. V té době (po únorovém převratu v roce 1948) byla již strana přejmenována na Československou stranu socialistickou a byla loajální součástí komunistického režimu. V parlamentu setrval jen krátce do konce funkčního období, tedy do voleb do Národního shromáždění roku 1948.